# ان‌جی‌سی ۳۳

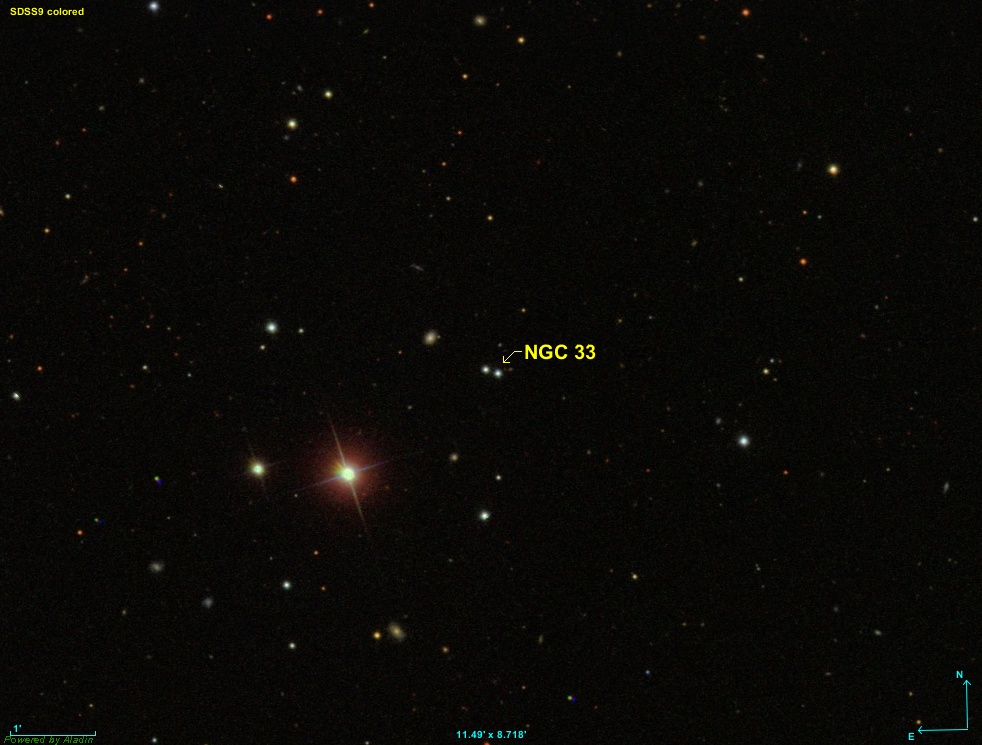
ان‌جی‌سی ۳۳

ان‌جی‌سی ۳۳ (به انگلیسی: NGC 33) یک جفت ستاره با قدر ظاهری ۱۵ است که در صورت فلکی ماهی قرار دارد.